# Борова (гмина)
Борова (пол. Borowa) — сельская гмина (волость) в Польше, входит как административная единица в Мелецкий повет, Подкарпатское воеводство. Население — 5619 человек (на 2005 год).

## Демография
| Перепись                       | Всего   | Всего | Женщины | Женщины | Мужчины | Мужчины |
| ------------------------------ | ------- | ----- | ------- | ------- | ------- | ------- |
| Единицы                        | человек | %     | человек | %       | человек | %       |
| Население                      | 5619    | 100   | 2800    | 49,8    | 2819    | 50,2    |
| Плотность населения (чел./км²) | 101,5   | 101,5 | 50,5    | 50,5    | 50,8    | 50,8    |

## Соседние гмины

Гмина Борова

1. Гмина Чермин
2. Гмина Гавлушовице
3. Гмина Мелец
4. Гмина Поланец